# Bauxite (Arkansas)
Bauxite es un pueblo ubicado en el condado de Saline en el estado estadounidense de Arkansas. En el Censo de 2010 tenía una población de 487 habitantes y una densidad poblacional de 57,86 personas por km².

## Geografía
Bauxite se encuentra ubicado en las coordenadas 34°33′35″N 92°29′59″O / 34.55972, -92.49972. Según la Oficina del Censo de los Estados Unidos, Bauxite tiene una superficie total de 8.42 km², de la cual 8.18 km² corresponden a tierra firme y (2.77%) 0.23 km² es agua.

## Demografía
Según el censo de 2010, había 487 personas residiendo en Bauxite. La densidad de población era de 57,86 hab./km². De los 487 habitantes, Bauxite estaba compuesto por el 94.87% blancos, el 1.85% eran afroamericanos, el 1.44% eran amerindios, el 0% eran asiáticos, el 0% eran isleños del Pacífico, el 1.44% eran de otras razas y el 0.41% pertenecían a dos o más razas. Del total de la población el 2.05% eran hispanos o latinos de cualquier raza.